# 上田假奈代
上田 假奈代（うえだ かなよ、本名：山田仮奈代、 1969年12月1日 - ）は、奈良県吉野郡出身の女流詩人、NPO法人「こえとことばとこころの部屋」（ココルーム）代表。大阪市立大学都市研究プラザ研究員。2013年からは大阪府と大阪市の文化芸術振興を協議・評価する第三者機関「アーツカウンシル」の世話人を務めている。

## 人物
奈良県吉野郡生まれ。父親は銀行員、母親は詩人であり、3歳のころから母親とともに詩作を始めた。奈良県立郡山高等学校在学時にはNHK教育のYOUにレギュラー出演し、写真家橋口譲二の写真集『十七歳の地図』に掲載された。1988年には京都芸術短期大学ビジュアルデザイン科に入学し、在学中には朝日ジャーナルの表紙に掲載されたことがある。短期大学卒業後には一般企業で9年間コピーライターを務めた。1992年から詩作のワークショップを手がけ、2001年には「詩のボクシング」全国大会大阪代表となった。2002年に「詩業家宣言」を行って本格的な活動を開始。2003年にNPO法人「こえとことばとこころの部屋」（ココルーム）を設立し、2005年には自身も新世界に住居を移した。2008年から大阪市西成区釜ヶ崎で喫茶店形態の意見交換場所を提供している。2012年には様々な講座やワークショップの総称「釜ヶ崎芸術大学」を開校させ、森村泰昌（芸術家）、茂山童司（狂言師）など各界から講師を招いた。哲学者の鷲田清一は上田を「不屈の人」と評し、詩人の谷川俊太郎なども「釜ヶ崎芸術大学」に詩を寄せている。2014年のヨコハマトリエンナーレ2014には「釜ヶ崎芸術大学」がアーティストのひとつとして参加している。2015年には第65回文化庁芸術選奨芸術振興部門新人賞を受賞した。また、朝日新聞社が関西で活躍する若い才能対象に主催する第5回朝日21関西スクエア賞を受賞した。2021年度、堺市アーツカウンシルのプログラム・ディレクターに就任。

## 釜ヶ崎芸術大学
釜ヶ崎という通称名を持つ大阪府西成区の労働者街（あいりん地区）では、高齢化した身寄りのない労働者たちが多く存在している。被差別地域でもある釜ヶ崎では、身寄りをなくし生活保護を受けたり日雇いの仕事を続ける男性たちがギャンブルや酒に依存してしまうといった現実がある。釜ヶ崎芸術大学は市民大学である。毎年約40-60の講座を開き、無料だったりカンパによって、住んでいる地域を問わず誰でも参加できる。釜ヶ崎芸術大学は2014年、国内最大規模の国際展である横浜トリエンナーレに招聘され、出場している。

## メディア出演
- 2015年2月16日 よーいドン!「隣の人間国宝さん」 - 関西テレビ放送
- 2015年5月15日 かんさい熱視線 「人生に”生きがい”を～釜ヶ崎芸術大学の日々～」 - NHK大阪放送局[13]
- 2015年5月23日 目撃!日本列島「“釜ヶ崎芸術大学”心の扉を開けて」-NHK総合[14]（上記を全国向けに再編集したもの）

## 著書
- 森善之（写真）・上田假奈代（詩）『うた』、Wall、2006年 ISBN 978-4990109592